# Тогтох (уезд)
Тогтох (кит. упр. 托克托, пиньинь Tuōkètuō, монг. ?, ᠲᠣᠭᠲᠠᠬᠤ
 ᠰᠢᠶᠠᠨ?) — уезд городского округа Хух-Хото автономного района Внутренняя Монголия (КНР).

## История
В период Враждующих царств чжаоский У-хоу построил здесь крепость Юньчжун (云中城).
В средние века эти места оказались связаны с великим монгольским государственным деятелем Тогто, и были названы в честь него. В 1736 году здесь был учреждён Тогтоский комиссариат (托克托厅), а после Синьхайской революции 1911 года он был поднят в статусе до уезда.

## Экономика
В 2010 в уезде построена ТЭС Тогто — крупнейшая тепловая электростанция в мире.

## Административное деление
Уезд Тогтох делится на 5 посёлков.